# Nissan Silvia S14
A Nissan Silvia S14 egy a Nissan által gyártott autómodell.

## Specifikáció
1993 októberében debütált az S13 modell utódjaként, és egy új, nagyobb karosszériával a Nissan remélte, hogy folytatja korábbi sikereit. Az S14 1730 mm széles az S13 1690-hez képest, és a nyomtáv is ennek megfelelően lett növelve. Az új modell emellett 30 mm-rel hosszabb, 4500 mm-rel, és 5 mm-rel magasabb, 1295 mm-rel a nagyobb karosszéria esetében. A karosszéria kialakításának lágyabb vonalai azonban leginkább kiemelik az autó szélességét. A K-kategóriás modell alapfelszereltségként 16 colos kerekeket is tartalmazott. A motor az S13 SR20 sorozatának újrahangolt változata. 
A legmagasabb fokozatú K modell közhűtött turbófeltöltővel rendelkezik, és 14 LE-vel többet termel, mint az előző generáció 216 LE/28 kgfm, a szívó Q és J modellek pedig 157 LE/19,2 kgfm. Az S13-ból az alapfelfüggesztési szerkezet is átkerült az első rugóstagok felhasználásával, a hátsó többlengőkaros rendszerrel. Az autó a „Super HICAS” elektronikus hátsókerék-kormánnyal is rendelhető volt. 1996-ban a Nissan kiadott egy facelift modellt, amely kiterjedt újratervezésre került. A külső lágy arculatát komor fényszórók és egy nagy valódi légterelő szigorították az élesebb és feltűnőbb megjelenés érdekében.